# Babilonija
Babilonija, kasneje tudi Babilonsko cesarstvo, je bila v obdobju med 1900 ali 1800 pr. n. št. pa do propada leta 539 pr. n. št. starodavna država v Mezopotamiji (v današnjem Iraku) ob spodnjem toku rek Evfrat in Tigris, in je vključevala ozemlji kraljevine Sumerije in Akadskega kraljestva. Glavno mesto države je bil Babilon. Najstarejšo omembo Babilona so našli na tablici iz obdobja akadskega kralja Sargona iz 23. stoletja pr. n. št.

## Zgodovina
Zgodovina Babilonije se začne s propadom sumerske civilizacije, ki se bila v tem času sestavljena iz več mestnih državic, brez močnejše osrednje oblasti in bila v stalnih sporih za prevlado med vladarji. Istočasno jih napadali semitski narodi. Z ene strani so prihajali Amoriti, z druge so pritiskali Elamiti.

### Izvor babilonske civilizacije
.
Babilonska je civilizacija je bila mešanica kultur in narodov. Okoli 2000 pr. n. št. so dali največji pečat temu področju Akadci, Amoriti in Sumerci. Sumerci in Akadci so bili že dolgo tukaj in v 3. tisočletju pr. n. št. ustvarili močno civilizacijo, običajno imenovano sumerska, katerih je bila Babilonija neposredna naslednica. V tem času je bilo tukaj prisotnih tudi nekaj Amoritov, velika migracija njihovih plemen pa je okoli leta 2000 pr. n. št. prinesla nastanek skupne, mešane babilonske civilizacije.
Medtem ko so Sumerci uporabljali jezik, ki ga ne moremo uvrstiti v nobeno znano lingvistično skupino, so Akadci in Amoriti pripadali semitski jezikovni skupini. Okoli leta 2000 pr. n. št. je prav akadski jezik, ob močnih amoritskih vplivih postal močnejši od sumerskega in ga povsem nadvladal ter postal temelj babilonske inačice akadskega. Istočasno je bil v uporabi tudi asirski jezik. Babilonci so prevzeli tudi sumerski klinopis. Babilonski pisci so znali še dolgo brati in pisati sumersko, čeprav jezik ni bil v širši rabi. V sumerščini so pisali religiozne in znanstvene tekste, za trgovino, državne zadeve in vsakodnevne potrebe pa so uporabljali babilonsko akadski jezik in to do 700 ali 600 pr. n. št., ko ga začne zamenjevati aramejski jezik. Najprej kot pogovorni, zatem tudi v uradnih spisih. Akadsko so še naprej uporabljali v posameznih krogih vse do 1. st. n. št.
Razen jezika in pisave je babilonska družba tudi na drugih področjih pod močnim vplivom starodavnih Sumercev. To se nanaša na književnost, zakonodajo, religijo, družbeno-ekonomski in politični ustroj. Najbolj očitno je to bilo na jugu Babilonije, kjer je bilo središče sumerske civilizacije. Prav zahvaljujoč nadaljevanju sumerske kulture v Babiloniji, lahko danes nekaj vemo o sumerski književnosti in religiji.

### Zgodnje starobabilonsko obdobje (okoli 2017-1793 pr. n. št.)
Padec mestne države imenovane Ur v južni Babiloniji okoli leta 2004 pr. n. št. je pomenilo konec sumerske civilizacije. Nastanek amoritske dinastije v mestu Isin severno od Ura pa je označil začetek babilonske. Ustanovitelj isinske dinastije, Išbi-Era je bil vazal zadnjega urskega vladarja Ibi-Sina a se je hitro osamosvojil. Za to obdobje je značilno večje število manjših amoritskih držav, ki so se med seboj vojskovale, in je pogosto katera od teh padla pod oblast druge. V tem neredu sta bili najmočnejši tekmici mestni državi Isin in Larsa, zato se to zgodnje starobabilonsko obdobje pogosto imenuje isin-larška doba.

#### Amoriti
Amoriti so bili gonilna sila te dobe. To ime je nosilo več plemen semitske lingvistične skupine, ki so ob koncu 3. tisočletja pr. n. št. v velikem številu prišla iz področja od Sirije do Arabije. Bili so polnomadi, prezirani od staroselcev Babilonije zaradi načina življenja pa tudi vzrok strahu zaradi vojaških sposobnosti. Nekateri so prišli na miren način in prevzemali manj zahtevno delo, drugi so prodirali nasilno. Postopno so prevzeli babilonsko kulturo, jezik in običaje, tako da so kasnejši kralji amoritskih dinastij celo nosili babilonska imena.

#### Isin
Začetnik isinske dinastije, Išbi-Era, je bil Amorit iz mesta Mari, mesta ob srednjem toku Evfrata, ki se je s celotno skupino imigrantov preselil v Isin. V svoji dolgi vladavini (okoli 2017-1985 pr. n. št.) ni samo postal samostojni vladar Isina, temveč je zavladal tudi nad Nipurom in Larso, pa tudi Uru. Prevzel je učinkovit upravni ustroj, ki je obstajal v Uru. Razlika je bila le v tem, da so bili državni uradniki v Isinu izrazito podložni vladarju. To se vidi iz njihovih imen: Išbi-Era-je-življenje-zemlje, Išbi-Era-je-bog-svoje-zemlje ali Išbi-Era-je-moj-bog.
Po smrti Išbi-Ere se je začela doba negotovosti in stalne borbe z okoliškimi mestnimi državami. To je koristilo Asiriji za svoj prvi napad na Babilonijo. Kljub temu je bila kulturna dejavnost v tem času zelo močna. Obnavljali so mestne templje, nastajala so književna dela in zbirke zakonov. Postal je običaj, da je vladar izdajal uredbe, s katerimi popravlja družbene in gospodarske zlorabe.

#### Larsa
Tudi dinastija iz Larse je bila amoritska in ustanovljena skoraj istočasno z isinsko, okoli leta 2025 pr. n. št.. Njeni vladarji so bili slabši, vse dokler okoli leta 1834 pr. n. št. oblast ne prevzame Kudur-Mabuk. On in njegovo pleme so bili do tedaj plačanci Elamitov. Ko je Kudur-Mabuk osvojil Larso, je postal neodvisen. Njegova politika je bila ambiciozna in daljnosežna. Odnos do domačega laršanskega prebivalstva je bil dober. Svojega sina, Varad-Sina, je postavil za vladarja Larse (okoli 1834-1823), medtem ko se je sam vojskoval v okolici.
Po Varad-Sinovi smrti je bil Kudur-Mabuk še živ in hitro za vladarja postavil svojega drugega sina Rim-Sina, katerega vladavina je bila najdaljša v zgodovini Babilonije (okoli 1822-1763 pr. n. št.). To obdobje je predstavljalo pravi razcvet Larse. Z vojnimi pohodi (med 1822 in 1804 pr. n. št.) je Rim-Sin osvojil skoraj celo Babilonijo, razen skrajnega severa, leta 1804 pr. n. št. osvoji tudi Isin, kar pomeni vrhunec njegovega vladanja. Ta zmaga je imela tak pomen, da je Rim-Sin od tedaj dalje datiral vse ostale dogodke v svoji vladavini. Tako je v kraljevskih spisih za naslednje leto pisalo: »To je prvo leto odkar je kralj zavzel Isin«. To je tudi prvi primer v zgodovini, da se uporablja sistem koledarja, ki je odvisen od neke dobe. Po Rim-Sinovi smrti se to ni več uporabljalo.

#### Konec starobabilonskega obdobja
Konec tega obdobja je označen s pomembnimi pojavi. Kulturno je babilonska civilizacija prešla mnoga leta svojega oblikovanja in je bila pripravljena za razcvet. Politično, socialno in gospodarsko je bila še vedno v precejšnjem neredu. Ker tako stanje ni moglo dolgo trajati, je bilo vse pripravljeno za prihod na sceno enega od največjih babilonskih vladarjev - Hamurabija.

### Hamurabijevo obdobje (okoli 1792-1750 pr. n. št.)
Vrhunec starobabilonskega obdobja predstavlja zagotovo vladavina kralja Hamurabija, ki se je uspel povzdigniti nad svoje tekmece Rim-Sina iz Larse, kralje Marija in Šamši-Adada I.

#### Mari
Odkritje Arhiva iz Marija z okoli 20.000 ploščami napisanimi v klinopisu iz leta 1933, je bil najpomembnejši dogodek, ki je razjasnil Hamurabijevo dobo. Večina dokumentov iz Marija, ki leži okoli 300 km gorvodno od Babilona, so pisma in administrativni teksti iz katerih lahko spoznamo kompleksno politično stanje te dobe, polno spletkarjenja in zavezništev.
Pred Hamurabijem je bil Mari ena od mnogih samostojnih mestnih držav v severni Mezopotamiji in Siriji, z njim pa je upravljala dinastija amoritskih korenin. Med najmogočnejšimi vladarji Marija je bil Jahdun-Lim, ki je imel pod svojo oblastjo področje vse do Sredozemlja in uspel skleniti sporazume s polnomadskimi plemeni vzdolž Evfrata, ki so bila stalen problem za Mari. Kmalu je mesto padlo pod oblast Šamši-Adada I..

#### Šamši-Adad I. (okoli 1813-1781 pr. n. št.)
Tudi Šamši Adad I. je bil amoritskega porekla. Po vojnih pohodih se je ustalil v mestu Šubat-Enlil v vzhodni Siriji. Na vrhuncu svoje moči je osvojil mesto Ašur in celotno področje Asirije. Po umoru Jahdun-Lima osvoji tudi Mari in kot upravitelja postavi svojega mlajšega sina Jasmah-Adada. Starejši sin Išme-Dagan je upravljal Ekalatum južno od Ašura. Tako je Šamši-Adad I., skupaj s svojima sinovoma, vladal večjemu delu severne Mezopotamije. V tem času v Babilonu oblast prevzame Hamurabi.

#### Hamurabi (okoli 1792-1750 pr. n. št.)
Hamurabi je bil šesti vladar iz svoje dinastije v Babilonu, tudi amoritskega porekla, mesto pa je bilo le ena od mestnih državic. Že vsi njegovi predhodniki so postavili čvrste temelje, ki jih je znal Hamurabi dobro izkoristiti s tem, da je osvajal druge države in omogočil začetek zlate dobe Babilona. Pod njegovo vladavino je mogoče prvič govoriti o Babiloniji kot enotni politični stvarnosti.
Ni bil samo vojak in osvajalec, temveč tudi izvrsten diplomat, kot je razvidno iz Arhiva iz Marija. Imel je dobre odnose s Šamši-Adadom I., kot tudi s Rim-Sinom, ki mu je celo poslal pomoč svoje vojske v borbi proti nomadom. To se je spremenilo po smrti Šamši-Adada, ko se je začelo ustvarjati zavezništvo Elama in mesta Ešnune, v Mariju pa je oblast prevzel sin ubitega Jahdun-Lima, Zimri-Lim. Hamurabi pomaga Zimri-Limu in z njim ostane v dobrih odnosih še mnogo let, o čemer pričajo številna pisma, ki sta si jih izmenjala.
Hamurabi se je obrnil proti Larsi v vojni, ki je trajala pet let. Na koncu je Larsa postala del babilonske države. Hamurabi je dobil pod svojo kontrolo vso južno Mezopotamijo. Zatem se je obrnil proti Zimri-Limu in hitro osvojij Mari ob Evfratu, v naslednjih letih tudi Ašur ob Tigrisu ter področje med obema mestoma. Tako je postal vladar, ne samo babilonske nižine ampak tudi celotnega področja, ki se bo kasneje imenovala Asirija.
Hamurabijevo vladavino pa ne smemo gledati samo skozi vojna osvajanja. Njegov zakonik govori tudi o naporu za ustroj učinkovite državne uprave. V zapisih najdenih v Larsi se nahajajo pisma v katerih vladar odgovarja na vprašanja svojih podanikov in rešuje zahteve v zvezi s pravico do zemlje in podobno. Hamurabi je bil očitno zelo dostopen podanikom, ki so imeli kakšno pritožbo. Iz ohranjenih dokumentov se vidi, da je bil uspešen diplomat, vojskovodja in upravitelj.
Čeprav je še naprej prevladovala sumerska religija, je v Hamurabijevi dobi določeno prednost dobil bog sonca Šamaš. Očitno pa je tudi njegovo prizadevanje za zmanjšanje ekonomskih dobičkov templjev v korist dvora. V Hamurabijevi dobi cvete tudi književnost v akadskem jeziku.

#### Hamurabijevi zakoni
Hamurabi pa si je sloves pridobil predvsem s svojim zakonikom, ne glede na to, da je vzpostavil razmeroma kratkotrajen imperij. Zakonik je bil zapisan v akadščini in semitskem jeziku, ki je medtem postal glavni mezopotamski jezik. Medtem ko so civilizacijo, katere izraz je bila sumerščina, vsrkali Semiti in je še naprej uspevala, so sumerščino uporabljali predvsem za verske obrede.
Vloga in položaj zakonikov še nista čisto jasna, saj do zdaj v tedanjih dokumentih še niso odkrili nobenega dokaza o uporabi Hamurabijevih zakonov, prav tako pa ni tudi znana nobena pritožba proti njim. Najverjetneje so s temi zakoni poskušali poenotiti prakso (zlasti glede zemljiške posesti) na ozemljih, kjer so dotlej veljali razni predpisi. Poskusili so uvesti enotnejše določbe od tistih, ki so se morda že uveljavile na raznih področjih. 

### Padec Babilona (okoli 1750-1595 pr. n. št.)
Hamurabijev sin in naslednik Samsu-iluna (okoli 1749-1712 pr. n. št.) je uspel obdržati oblast nad večino ozemlja, ki ga je nasledil, so se pa tedaj že pojavljali resni problemi in borbe za prevlado. V tem so prednjačili Kasiti, primorski narod in Rim-Sin II. iz Larse. Prav to je postopno privedlo do slabljenja babilonske moči.
Kasiti je prvič omenjeni v dokumentih iz dobe Samsu-ilune, ki je predstavljal grožnjo za Babilonijo dve stoletji. Istočasno je v primorskem delu ob obali Perzijskega zaliva jačala moč vladarja Aliamaile, ki je počasi osvajal južna babilonska področja. Aliamaila ni imel močnih naslednikov, zato so vladarji primorja vse bolj slabeli, dokler tudi ti, kot Babilon, niso padli pod oblast Kasitov. V Larsi je Rim-Sin II., nečak Rim-Sina I., uspel pridobiti neodvisnost. Po petih letih je bil premagan in ubit. Tako so ostale edine tri sile na tem področju Babilonija, Kasiti in primorske državice.
Iz celotnega obdobja je zelo malo podatkov razen enega dejstva, da so Babilon leta 1595 pr. n. št. zavzeli Hetiti, ki jih je vodil kralj Muršiliš I. Mesto je bilo, pravijo babilonski in hetitski viri, razrušeno, Hetiti so se hitro umaknili, situacijo pa so izkoristili Kasiti.

#### Kasiti
Kasiti, za razliko od ostalih imigrantov v Babilonijo, do danes ostajajo precej nepoznani glede porekla, jezika in kulture. Ve se da so bili nepismeni nomadi, ki so se v Mezopotamijo prebili verjetno iz srednjeazijskih step preko Kavkaza ali preko Perzije. Sprejeli so babilonski jezik in klinopis.
Od časa Samsu-ilune so prihajali v Babilonijo na miren način ali z boji. Na miren način so prihajali kot pastirji ali žanjci in kot take jih omenjajo babilonski dokumenti. Malo se ve o njihovih vladarjih, ki verjetno niso bili več kot plemenski vodje, vse dokler niso zavzeli Babilon. Iz babilonskih popisov vladarjev so znana samo njihova imena, nekaj več se ve le o devetem kasitskem vladarju Agumu II., ki je prvi vladal iz mesta Babilona.

### Srednje babilonsko obdobje (okoli 1595-1000 pr. n. št.)
To je doba dveh dinastij: kasitske in druge isinske. Razdeljene s prebojem Elamitov v Babilonijo okoli 1157 pr. n. št., je vsaka od njih dala po enega velikega kralja: kesitska Kurigalzuja, isinska Nebukadnezarja I.
Hamurabijevi nasledniki so vladali nemoteno in dolgo. Temeljil je na talionskem pravu(zob za zob, oko za oko). Očitno je šele napad hetitskega kralja Muršiliša I. leta 1595 pr. n. št. pripeljal do razdejanja Babilona in padca Hamurabijeve dinastije.

#### Kasitska dinastija
Zdi se da je bil Agum II. prvi kasitski kralj, ki je prevzel oblast v Babilonu po vpadu Hetitov 1595 pr. n. št.. Vladal je Babiloniji in področjem vzhodno od Tigrisa, v katerih so se Kesiti predhodno nastanili. Edino kar nam je o njem poznano je, da je uspel ponovno od Hetitov ugrabiti kip babilonskega božanstva Marduka in ga ob velikem slavju vrniti v tempelj. Po tem ni nobenih podatkov o dogodkih v Babiloniji skozi naslednji dve stoletji.
Šele v 14. stoletju pr. n. št. izvemo o dogodkih v Babiloniji iz zbirke pisem iz Amarne ob zgornjem toku Nila v Egiptu. Mnoga od njih so pisma babilonskih kraljev faraonom in so pisana v babilonskem jeziku in klinopisu, kar dokazuje, da je ta jezik tedaj bil lingua franca - skupen jezik diplomacije in trgovine - na Bližnjem vzhodu. Iz teh pisem se vidi postopni padec ugleda Babilonije, od sile, ko faraon pošlje zlato, da bi imel njihove princese v haremu, do znakov očitne slabosti, ko se babilonski kralji pritožujejo, ker v Egiptu sprejemajo asirske poslance. Pisanje se verjetno nanaša na sredino 14. st. pr. n. št., ko se je en babilonski kralj poročil z asirsko princeso, nakar ga je narod odstavil. Asirski kralj Ašur-ubilit, princesin oče je osvojil Babilon in postavil svojega vladarja.
V vmesnem obdobju, ki je trajalo več kakor 200 let, je Babilonija Kasite vsrkala. O njih je bilo le malo slišati. Sredi 14. stoletja pr. n. št. se je kasitski kralj poročil s hčerjo asirskega kralja. To zavezništvo je pripeljalo do vojn in leta 1235 pr. n. št. je Babilonijo začasno osvojil asirski vojaški kralj Tukulti-Ninurta I.
Kmalu pride na oblast Kurigalzu I., ki vodi zmagovite pohode proti Asircem in Elamitom, morda tudi primorskim vladarjem. Bil je tudi velik graditelj: gradil je templje in palače po vseh mestih, najbolj pa mu je bil pri srcu novoustanovljeni Dur-Kurigalzu (Kurigalzova trdnjava) v današnjem predmestju Bagdada.
Po smrti tega kralja je malo znanega, razen občasnih bojev z Asirici. V eni od teh borb Asirci oplenijo Babilon in odnesejo Mardukov kip (druga polovica 13. stoletja pr. n. št.). Babilonija si je hitro opomogla in čez čas celo nadvladala Asirijo. V tem času se dogaja tudi mala religijska revolucija, saj so velikaši zahtevali da se Marduka prizna kot boga bogov, na kar je kralj na koncu tudi pristal (okoli 1200 pr. n. št.).
Leta 1157 pr. n. št. Elamiti ujamejo in odpeljejo zadnjega kesitskega kralja Babilonije in ponovno odnesejo tudi Mardukov kip. V času Kasitske oblasti je bila, razen začetih religijskih sprememb in graditeljskih uspehov, pomembna tudi književnost. Prav v tem času dobi svojo končno obliko Ep o Gilgamešu, nastanejo pa tudi številna pesniška dela predvsem o kraljih.

#### Druga isinska dinastija
Po kratkem obdobju o katerem nam ni znana zgodovina Babilonije, v mestu Isinu nastane nova dinastija in njen najodličnejši predstavnik je bil Nebukadnezar I. (okoli 1133-1116 pr. n. št.), ki se ga ne sme mešati z Nebukadnezarjem II. kot se omenja v Bibliji. Ko je prišel na oblast, je središče države ponovno postal Babilon, slaven pa je postal tudi po veliki zmagi nad Elamiti, o kateri govori tudi napis iz te dobe in po tem da je spet vrnil Mardukov kip v Babilon. Ob tej priliki tudi uradno razglasi da je Marduk boga bogov in v mestu obnovi tempelj v katerega vrne kip v svečani procesiji. Tam je ostal doleta 689. pr. n. št.
V dobi Nebukadnezarja I. (vladal 1124-1103 pr. n. št.)  Babilonija dvakrat poskuša napasti Asirijo, a je bila vedno odbita. Ponovno je obmejna področja Asirije napadel Marduk-nadinahe (1098-1081 pr. n. št.) in odnesel kip asirskih božanstev, ki so ostali v babilonski posesti do 7. stoletja pr. n. št.

### Čas slabosti in asirska prevlada (okoli 1000-627 pr. n. št.)
Ob koncu 2. tisočletja pr. n. št. Babilonija ponovno vstopa v temno obdobje. Aramejski vpadi so precej oslabili moč Babilonije in povzročili prerivanja znotraj same države. To okrepi Asirijo, ki prodira preko babilonskih severnih meja.

#### Obdobje slabljenja Babilonije (okoli 1000-748 pr. n. št.)
Asirija je bila v 10. stoletju pr. n. št. vodilna sila na tem področju, čeprav se je morala tudi sama braniti od Elamitov in vse močnejših Aramejcev. O tem stoletju imamo o Babiloniji zelo malo podatkov. V 9. stoletju pr. n. št. je bila Babilonija v dobrih odnosih z Asirijo in obstaja tudi sporazum med babilonskim kraljem Nabu-aplaidinom (okoli 887-885 pr. n. št.) in tedanjim vladarjem Asirije. To je verjetno tudi najsvetlejši trenutek v temni dobi Babilonije. Meje države so bile varne, država se je lahko posvetila obnovi. Nabu-aplaidin je na primer obnovil tempelj boga sonca Šamaša v Siparu.
Tudi njegov naslednik, Marduk-zakir-šumi I. (okoli 854-819 pr. n. št.) je obnovil staro zvezo z Asirijo, kar mu je koristilo v notranjih bojih. Ko ga je hotel vreči iz oblasti brat, je v državo vpadel Šalmanesar III. Asirski (vladal 858-824 pr. n. št.), asirski kralj in mu vrnil kraljestvo. V Šalmanesarjevi starosti so bilo boji za oblast tudi v Asiriji in babilonski kralj priskoči na pomoč njegovemu sinu, Šamši-Adadu V. proti drugim pretendentom, ta pa mu navrže poniževalen sporazum, kar je izzvalo asirski napad na Babilonijo in osvajanje največjih mest. Babilonija je bila prisiljena plačati davke. Tako stanje je trajalo do prve polovice 8. stoletja pr. n. št. ko Asirija spet oslabi in ima problem z branjenjem lastnih meja. Iz tega časa ni pomembnih materialnih ostankov, niti podatkov o življenju v Babiloniji.
Tiglatpilesar III. se je povzpel na prestol po vojnah z Asirijo in domačemu brezvladju (vladal 744-727 pr. n. št.). Bil je mogočen asirski kralj, ki si je naposled prisvojil tudi babilonsko krono. Šalmanesar V., njegov naslednik, (vladal 726-722 pr. n. št.) je obema deželama vladal pet let. Sargon II., ki je vladal od 721 do 705 pr. n. št. in Sanherib, ki je vladal od 704 do 681 pr. n. št., pa sta naletela na močan odpor Kaldejcev.
Dokler se ni povzpel na prestol sin ničeta Nabopolasar (vladal 625-605 pr. n. št.), se je usoda Babilona v 7. stoletju pr. n. št. zelo spreminjala. Z njim pa se je začela velika doba babilonske civilizacije pod kaldejsko ali novobabilonsko dinastijo.

#### Pod asirsko oblastjo (okoli 747-627 pr. n. št.)
Po smrti babilonskega kralja Nabu-nasira (747-734 pr. n. št.), oblast v državi želijo prevzeti kaldejska plemena na čelu z Mukin-zerom. To prisili asirskega kralja Tiglatpilesarja III. da vpade v Babiloniji in odvrne Kaldejce. Na koncu se je sam Tiglatpilesar III. okronal za kralja Babilonije, kar je prvič v zgodovini da sta Babilonija in Asirija združeni pod enim vladarjem.
Babilonija je v tem času sestavljena iz raznih narodov: domači Babilonci, Elamiti, Aramejci in Kaldejci ter Asirci.
Med najpomembnejšimi borci proti Asiriji je bil Merodah-Baladan II., vodja enega od kaldejskih plemen. Ko je Sargon II. (721-705 pr. n. št.) postal kralj Asirije, se je Merodah-Baladan razglasil za kralja Babilona. Po desetih letih (710 pr. n. št.) so ga Asirci pregnali, nakar se skrije v južna močvirna področja ustja Evfrata in Tigrisa. Ponovno se je vrnil v času asirskega kralja Sanheriba (704-681 pr. n. št.), kar tega odvrne od planov glede Kraljestva Judeje v Palestini. Leta 689 pr. n. št. Sanherib osvaja, zažiga in uničuje Babilon, Mardukov  kip pa ponovno odnese v Asirijo.
Babilonija je ostala pod asirsko oblastjo vse do 626. pr. n. št., vendar je v državi ves čas vladala negotovost. Zato materialni ostanki kulture niso pomembni pa tudi književnost ni prišla do izraza.

### Novobabilonsko cesarstvo (626-539 pr. n. št.)
Iz pepela, ki je ostal za nemiri in vojnami z Asirijo, se je v Babiloniji vzdignila nova dinastija, katere začetnik je bil Nabopolasar (625-605 pr. n. št.). Kaldejec, ki je bil okronan za kralja Babilonije po zmagi nad Asirijo pri Nipuru in Babilonu leta 626. pr. n. št. Prva njegova poteza kot kralja je bila, da je Elamitom vrnil kipe bogov, ki so jim jih odnesli Asirci in s tem potrdil močne vezi med državama.
Ko je Nabopolasar potisnil asirsko vojsko do zgornjega toka Evfrata, je Egipt poslal Asiriji pomoč (616 pr. n. št.). Istočasno so Medijci, ki so se nahajali na področju zahodnega Irana in se širili proti Anatoliji, sklenili zavezništvo z Babilonijo. Leta 612 pr. n. št. je Babilon pomagal Medijcem premagati Ninive in Asirce. Leta 610 pr. n. št. Babilonci s pomočjo Medijcev osvojijo Haran in potisnejo Asirce in Egipčane na področje Sirije. Odločilna je bila bitka pri Karkemišu leta 605 pr. n. št., v kateri na babilonski strani sodeluje Nabopolasar in njegov sin in naslednik Nebukadnezar II, ki tudi prispeva končno zmago nad Egipčani. Takoj po bitki se, po sporočilu da mu je umrl oče, vrne v Babilon so ga okronali.

#### Vrhunec cesarstva (604-556 pr. n. št.)
Nebukadnezar II. (604-562 pr. n. št.) takoj po kronanju nadaljuje z osvajanji na zahodu, dokler ni osvojil celotne Asirije. Več pohodov je usmeril zahodno od Evfrata, v Sirijo in proti Judeje. Nekatere države je pokoril, nekatere pa so plačale davek. Leta 601 pr. n. št. Nebukadnezar II. krene proti Egiptu, vendar brez uspeha, kar je vzpodbudilo zahodne države k vstaji. Leta 597 pr. n. št. Babilonci osvojijo Jeruzalem in tam postavijo svojega kralja Sedekija. Jeruzalem je dokončno pokorjen leta 587 pr. n. št., voditelji so pobiti, narod pa v veliki večini odpeljan v suženjstvo.
Nebukadnezar II. je bil tudi graditelj in zaščitnik kulture. V Babilonu je zgradil novo palačo ob obali Evfrata, obnovil je mestno obzidje in zgradil most, da bi povezal dele mesta. Tudi tempeljski zigurat in bližnji Mardukov tempelj je popolnoma obnovil. Na vrhu zigurata so zasadili rastline, kar je verjetno pripomoglo k legendi o babilonskih visečih vrtovih. Ohranjeni so fragmenti epa o Nebukadnezarju. Nebukadnezarjevi nasledniki, Evil-Merod in Nergal-Šarezor niso bili tako pomembni, čeprav so še naprej vladali ogromnemu cesarstvu, ki pa se ni več širilo.

#### Nabonid in padec Babilona (555-539 pr. n. št.)
Zadnji novobabilonski vladar je bil Nabonid, ki verjetno ni bil direktni potomec, zato ga nekateri teksti imenujejo uzurpator. Čeprav so se nad njegovo cesarstvo zgrinjale nevarnosti, je uspel izvesti obnovo religije, velike gradnje in deset let preživeti v puščavi. Njegova mama je bila iz Harana kjer so spoštovali božanstvo Lune in ta kult je Nabonid vpeljal tudi v Babilon. Babilonskega boga Lune, ki se je imenoval Sin je postavil v Ur. S tem si je nakopal sovraštvo Mardukovih svečenikov v Babilonu. V času njegovega desetletnega bivanja v arabski puščavi je delo v Babilonu opravljal njegov sin Belšazar. Niso znani motivi te Nabonidove poteze. Pri svojih gradbenih posegih je iskal starodavne kipe in napise vgrajene v stare zgradbe. Na koncu ga je čakal nezavidljiv konec.
Leta 539 pr. n. št. Babilonijo napadejo Perzijci, ki jih je vodil kralj Kir Veliki. Bitka se je odvila pri Opisu, nedaleč od današnjega Bagdada. Nabonid je bil premagan in Perzijci vkorakajo v Babilon. Od tedaj v Babilon niso več vladali domači vladarji.

### Babilonija pod Perzijci in Grki
Perzijski kralj Kir Veliki se je odločil očuvati domačo babilonsko kulturo in se ni vmešaval v notranje zadeve dokler so bili Babilonci podložni. Kralju Dareju I. (521-486 pr. n. št.) je Babilonija plačevala dvojni davek glede na druge province cesarstva. Edini resni poskus vstaje je bil v času Kserksesa I. (485-465 pr. n. št.), ki je poslal močno vojsko, ki je uničila Babilon in porušila Mardukov tempelj.
V svojih osvajanjih je Aleksander Veliki (305-281 pr. n. št.) izbral Babilon za svojo prestolnico in tam tudi umrl. Po njegovi smrti so v Babilonu prevzeli oblast Selevkidi in v Babilonijo prodre grški jezik. V 2. stoletju pr. n. št. v Babilonijo prodirajo novi perzijski vladarji Arsakidi. Od tedaj je malo znanega o dogodkih v Babiloniji, njena usoda je močno povezana z usodo Perzije.